# Carlo Janka
Carlo Janka (Obersaxen, 15 ottobre 1986) è un ex sciatore alpino svizzero, campione olimpico nello slalom gigante ai XXI Giochi olimpici invernali di Vancouver 2010, campione del mondo nella stessa specialità a Val-d'Isère 2009 e vincitore della Coppa del Mondo 2010.
Sciatore polivalente, ha ottenuto i risultati migliori in discesa libera, slalom gigante, supergigante e combinata.

## Biografia

### Stagioni 2002-2009
Lo sciatore grigionese, attivo in gare FIS dal dicembre del 2001, in Coppa Europa ha esordito il 20 gennaio 2004 nello slalom gigante di Sankt Moritz, senza classificarsi, e ha ottenuto il primo podio l'11 dicembre 2005 a Valloire nella medesima specialità (2º). Nella stagione successiva ha fatto il proprio esordio in Coppa del Mondo, il 21 dicembre 2005 nello slalom gigante di Kranjska Gora (senza completarlo), e ai Mondiali juniores del Québec ha vinto la medaglia di bronzo nello slalom gigante. Sempre in slalom gigante ha ottenuto, sulla Gran Risa dell'Alta Badia il 17 dicembre 2006, i suoi primi punti in Coppa del Mondo (20º).
Il 29 novembre 2008 nella discesa libera di Lake Louise, partito con il pettorale 65, ha colto il suo primo podio in Coppa del Mondo giungendo 2º alle spalle dell'italiano Peter Fill. Nella stessa stagione ha ottenuto anche la prima vittoria in Coppa del Mondo della carriera, conquistata in slalom gigante il 13 dicembre a Val-d'Isère, mentre il 16 gennaio successivo si è aggiudicato la prestigiosa supercombinata di Wengen; a fine annata, dopo aver totalizzato quattro podi con due vittorie, è risultato 7º nella classifica generale e vincitore della Coppa del Mondo di combinata, superando in classifica all'ultima gara il connazionale Silvan Zurbriggen. Sempre nel 2009 ai Mondiali di Val-d'Isère, sua prima presenza iridata, si è laureato campione del mondo nello slalom gigante, ha conquistato la medaglia di bronzo nella discesa libera vinta dal canadese John Kucera, si è classificato 9º nel supergigante e non ha completato la supercombinata.

### Stagioni 2010-2011
Durante il fine settimana di gare compreso tra il 4 e il 6 dicembre 2009, Janka ha conquistato sulla Birds of Prey di Beaver Creek una storica tripletta in Coppa del Mondo vincendo supercombinata, discesa libera e slalom gigante. Solo Jean-Claude Killy nel 1967 era riuscito a imporsi in tre specialità diverse in tre soli giorni, anche se sia Hermann Maier a Beaver Creek nel 1999, sia Aksel Lund Svindal a Lenzerheide nel 2007 erano stati in grado di mettere a segno una tripletta, benché non in tre giorni consecutivi. In lotta con Benjamin Raich per la conquista della Coppa del Mondo generale per tutta la stagione, Janka, durante le finali di Garmisch-Partenkirchen, si è aggiudicato sia la gara di discesa libera sia quella di slalom gigante, vincendo il trofeo con una prova di anticipo e riportando in Svizzera un titolo che mancava dal 1992, quando aveva vinto Paul Accola; complessivamente quell'anno i suoi podi furono dieci, con sei vittorie tra le quali spiccava la discesa libera della Lauberhorn di Wengen il 16 gennaio.
Alla sua prima partecipazione olimpica, Vancouver 2010, dopo essersi piazzato 11º nella discesa libera, 8º nel supergigante e 4º nella supercombinata, ha conquistato la medaglia d'oro il 23 febbraio nello slalom gigante davanti ai norvegesi Kjetil Jansrud e Aksel Lund Svindal. L'anno dopo ha preso parte ai Mondiali di Garmisch-Partenkirchen, classificandosi 7º sia nel supergigante sia nello slalom gigante, mentre in Coppa del Mondo, dopo aver ottenuto cinque podi con una vittoria (il 5 marzo nello slalom gigante della Podkoren di Kranjska Gora), è stato 3º nella classifica generale.

### Stagioni 2012-2015
Dopo una stagione 2011-2012 priva di risultati di rilievo, Janka salì nuovamente sul podio in Coppa del Mondo il 18 gennaio 2013 nella supercombinata di Wengen, quando con il 3º posto tornò a classificarsi tra i primi tre in Coppa del Mondo quasi due anni dopo la vittoria di Kranjska Gora; ai Mondiali di Schladming di quell'anno è stato 19º nella discesa libera, 25º nel supergigante, 8º nella supercombinata e non ha completato lo slalom gigante.
Ai XXII Giochi olimpici invernali di Soči 2014 si è classificato 6° nella discesa libera, 22° nel supergigante, 13° nello slalom gigante e 8° nella supercombinata; l'anno dopo è tornato a vincere in Coppa del Mondo, il 16 gennaio 2015 a Wengen in combinata, e ai Mondiali di Vail/Beaver Creek è stato 9º nella discesa libera, 12º nel supergigante, 11º nello slalom gigante e 6º nella combinata. A fine stagione in Coppa del Mondo si è classificato 10º nella classifica generale, tornando così tra i primi dieci dopo tre anni, e ha vinto la classifica di combinata, che quell'anno non prevedeva l'assegnazione di alcun trofeo.

### Stagioni 2016-2022
Il 7 febbraio 2016 ha conquistato a Jeongseon in supergigante l'ultima vittoria in Coppa del Mondo e nella stagione successiva ai Mondiali di Sankt Moritz 2017 si è classificato 28º nella discesa libera, 8º nel supergigante, 22° nello slalom gigante e 7º nella combinata. Ai XXIII Giochi olimpici invernali di Pyeongchang 2018, sua ultima presenza olimpica, si è classificato 15º nella combinata; l'anno dopo ai Mondiali di Åre 2019 è stato 35º nella discesa libera e 18º nella combinata e il 7 marzo 2020 ha conquistato a Kvitfjell in discesa libera l'ultimo podio in Coppa del Mondo (3º).
Ai Mondiali di Cortina d'Ampezzo 2021, sua ultima presenza iridata, si è classificato 9º nella discesa libera; ha annunciato il ritiro durante la stagione 2021-2022 e la sua ultima gara è stata la discesa libera di Coppa del Mondo disputata a Wengen il 15 gennaio.

## Palmarès

### Olimpiadi
- 1 medaglia:
  - 1 oro (slalom gigante a Vancouver 2010)

### Mondiali
- 2 medaglie:
  - 1 oro (slalom gigante a Val-d'Isère 2009)
  - 1 bronzo (discesa libera a Val-d'Isère 2009)

### Mondiali juniores
- 1 medaglia:
  - 1 bronzo (slalom gigante a Québec 2006)

### Coppa del Mondo
- Vincitore della Coppa del Mondo nel 2010
- Vincitore della Coppa del Mondo di combinata nel 2009
- Vincitore della classifica di combinata nel 2015[3]
- 28 podi (11 in discesa libera, 3 in supergigante, 6 in slalom gigante, 7 in supercombinata, 1 in parallelo):
  - 11 vittorie (3 in discesa libera, 1 in supergigante, 4 in slalom gigante, 3 in supercombinata)
  - 6 secondi posti (1 in discesa libera, 2 in supergigante, 2 in supercombinata, 1 in parallelo)
  - 11 terzi posti (7 in discesa libera, 2 in slalom gigante, 2 in supercombinata)

#### Coppa del Mondo - vittorie
| Data             | Località               | Paese         | Specialità |
| ---------------- | ---------------------- | ------------- | ---------- |
| 13 dicembre 2008 | Val-d'Isère            | Francia       | GS         |
| 16 gennaio 2009  | Wengen                 | Svizzera      | SC         |
| 4 dicembre 2009  | Beaver Creek           | Stati Uniti   | SC         |
| 5 dicembre 2009  | Beaver Creek           | Stati Uniti   | DH         |
| 6 dicembre 2009  | Beaver Creek           | Stati Uniti   | GS         |
| 16 gennaio 2010  | Wengen                 | Svizzera      | DH         |
| 10 marzo 2010    | Garmisch-Partenkirchen | Germania      | DH         |
| 12 marzo 2010    | Garmisch-Partenkirchen | Germania      | GS         |
| 5 marzo 2011     | Kranjska Gora          | Slovenia      | GS         |
| 16 gennaio 2015  | Wengen                 | Svizzera      | SC         |
| 7 febbraio 2016  | Jeongseon              | Corea del Sud | SG         |

Legenda:

DH = discesa libera

GS = slalom gigante

SG = supergigante

SC = supercombinata

#### Coppa del Mondo - gare a squadre
- 1 podio:
  - 1 terzo posto

### Coppa Europa
- Miglior piazzamento in classifica generale: 4º nel 2007
- 5 podi:
  - 4 secondi posti
  - 1 terzo posto

### Campionati svizzeri
- 11 medaglie[4]:
  - 5 argenti (combinata[senza fonte] nel 2005; supercombinata nel 2009; slalom gigante nel 2011; discesa libera, supercombinata nel 2014)
  - 6 bronzi (combinata[senza fonte] nel 2006; supercombinata nel 2008; discesa libera nel 2009; supergigante, slalom gigante nel 2014; supergigante nel 2019)